# Tanghao
Een tanghao is een Chinese benaming van een bepaalde citang (familietempel) die bij een bepaalde familie toebehoort.
De belangrijkste tanghao komen van een van de vier hieronder genoemde namen:
- plaatsnaam of junwang (郡望), hierbij wordt het gebied aangeduid waar de eerste voorvaderen oorspronkelijk vandaan kwamen.
- verhaal, hierbij wordt het ontstaansverhaal van een bepaalde familie bedoeld.
- didactische spreuken
- naam van de voorouder die stichter van de citang is.

De tanghao wordt behalve op de houten bord boven de deur van de citang vermeld, ook geschreven op het houten bord boven de huisdeur, op de voorkant van het genealogieboek, op de voorkant van het Chinese trouwboek en op de lampions boven de huisdeur en die van de citang.
Als de tanghao betrekking heeft op de plaatsnaam, kan het in plaats van tanghao, ook junhao (郡号) genoemd worden. Junhao is een plaatsnaam. In een bepaalde plaats kunnen meerdere familiegeslachten vandaan komen. Daarom is het aantal tanghaos minder dan het aantal Chinese familienamen. Het aantal tanghaos is moeilijk te tellen. Op Taiwan werd er door de Chinese cultuurherlevingbewegingsvereniging (中華文化復興運動推行委員會) geprobeerd te tellen. Deze vereniging vond op Taiwan tachtig verschillende tanghaos. Deze tanghaos bevatten tweehonderd-zesenzeventig Chinese familienamen. 

## Voorbeeld
De Choo Si Phai Kok Tong (朱氏沛国堂) is een citang in Penang, Maleisië. Choo Si (朱氏) betekent het geslacht Zhu (朱) en Phai Kok Tong is de tanghao van de familie Zhu. Deze tanghao heeft betrekking tot hun junwang. Phai Kok (沛国) is de jiaxiang van hun eerste voorvader. Tong komt van tang (堂)/tanghao.
De Yu Kiu Ancestral Hall (愈喬二公祠) is een citang in Hongkong. Yu Kiu is de tanghao en heeft betrekking tot de naam van de twee oprichters van deze citang. De twee waren broers van elkaar. Yu komt van de naam van de ene broer en Kiu komt van de naam van de andere broer.